# X-kromosom
X-kromosomen är den honliga könskromosomen hos människan och många andra djurarter. Två X-kromosomer gör att avkomman blir av honkön. En X kromosom tillsammans med en Y-kromosom leder i stället till hankön.
Det förekommer även kvinnor med kromosomuppsättningen X0, det vill säga endast en X-kromosom (och ingen Y-kromosom). Detta kallas Turners syndrom och leder i de flesta fall till missfall, men de som föds utvecklas till kortväxta kvinnor som är sterila.
Det finns också män som föds med en extra X-kromosom. Detta kallas för Klinefelters syndrom. De män blir oftast längre och blir infertila.
Det finns även arter, bland annat vissa gräshoppor, som i stället för XY-systemet har X0-systemet, vilket innebär att honorna har kromosomuppsättningen XX (två X-kromosomer), medan hannarna har uppsättningen X0, det vill säga ett X men ingen ytterligare könskromosom. Hos dessa innehåller äggen X-kromosom, medan hannarnas könsceller antingen har X-kromosomen eller helt saknar könskromosom.
Hos ytterligare djurarter (fåglar, fjärilar och vissa fiskar) är det dock honorna som har två olika könskromosomer. Det kallas ZW-systemet. Hannarna har där två Z-kromosomer.